# Santo Domingo (Siltepec)
Santo Domingo es una localidad del estado mexicano de Chiapas. Es parte del municipio de Siltepec.

## Toponimia
El nombre de la localidad hace referencia al santo patrono de la localidad: Domingo de Guzmán.

## Demografía
| Gráfica de evolución demográfica |
|                                  |

| Censo | Población |
| ----- | --------- |
| 1910  | 481       |
| 1921  | 427       |
| 1930  | 815       |
| 1940  | 1 027     |
| 1950  | 1 160     |
| 1960  | 942       |
| 1970  | 613       |
| 1980  | 1 087     |
| 1990  | 693       |
| 2000  | 912       |
| 2010  | 559       |
| 2020  | 1 003     |